# Kaliska (gromada w powiecie starogardzkim)
Kaliska – dawna gromada, czyli najmniejsza jednostka podziału terytorialnego Polskiej Rzeczypospolitej Ludowej w latach 1954–1972.
Gromady, z gromadzkimi radami narodowymi (GRN) jako organami władzy najniższego stopnia na wsi, funkcjonowały od reformy reorganizującej administrację wiejską przeprowadzonej jesienią 1954 do momentu ich zniesienia z dniem 1 stycznia 1973, tym samym wypierając organizację gminną w latach 1954–1972.
Gromadę Kaliska z siedzibą GRN w Kaliskach utworzono – jako jedną z 8759 gromad na obszarze Polski – w powiecie starogardzkim w woj. gdańskim na mocy uchwały nr 23/III/54 WRN w Gdańsku z dnia 5 października 1954. W skład jednostki weszły obszary dotychczasowych gromad Kaliska, Bartel, Płociczno i Studzienice oraz miejscowości Łążek i Frank z dotychczasowej gromady Iwiczno ze zniesionej gminy Kaliska w tymże powiecie, a także przysiółki Kazub, Dunajki, Lipska Karczma, Lipski Młyn i Stara Lipa z dotychczasowej gromady Lipy ze zniesionej gminy Stara Kiszewa w powiecie kościerskim w tymże województwie. Dla gromady ustalono 24 członków gromadzkiej rady narodowej.
1 stycznia 1960 do gromady Kaliska włączono obszar zniesionej gromady Piece w tymże powiecie.
1 stycznia 1962 do gromady Kaliska włączono miejscowości Czarne, Huta Kalna, Lubiki, Małe Lubiki, Czubek, Michowiec i Trzechowo ze zniesionej gromady Huta Kalna w tymże powiecie.
1 stycznia 1970 do gromady Kaliska włączono obszar o powierzchni 2.262,75 ha z osiedla Czarna Woda w tymże powiecie.
Gromada przetrwała do końca 1972 roku, czyli do kolejnej reformy gminnej. 1 stycznia 1973 w powiecie starogardzkim w woj. gdańskim reaktywowano zniesioną w 1954 roku gminę Kaliska (od 1999 w woj. pomorskim).